# Panda Express

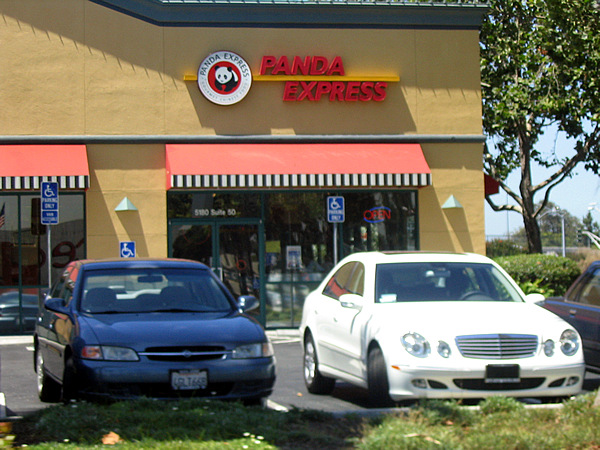
Ein Panda-Express-Restaurant in San José, Kalifornien.

Panda Express ist eine US-amerikanische Schnellrestaurantkette, die ostasiatisches, dabei vor allem chinesisches Essen verkauft. Sie ist Teil der Panda Restaurant Group, Inc., deren Hauptsitz sich in Rosemead, Kalifornien befindet.

## Geschichte
1973 eröffneten Robert, Andrew und Peggy Cherng in Pasadena, Kalifornien die erste Filiale von Panda-Inn. 1983 schlug das Donahue Schriber Real Estate den Cherngs vor, eine Fast-Food-Version von Panda-Inn zu entwickeln, die Panda Express genannt wurde.

## Übersicht
Die Kette besteht aus 1.644 Filialen in den Bundesstaaten der USA und Puerto Rico, beschäftigt rund 13.000 Mitarbeiter und ist der Fast-Food-Ableger des Restaurants Panda-Inn. Im Jahr 2005 erzielte die Kette einen Umsatz von etwa 480 Millionen Euro (600 Millionen Dollar). Die Filialen sind größtenteils in Einkaufszentren oder großen Supermärkten angesiedelt. Im Jahr 2011 wurde die erste Filiale außerhalb der Vereinigten Staaten, in Mexiko-Stadt, eröffnet. Seit Oktober 2016 gibt es außerdem auch Filialen in Kanada. Als Spezialitäten von Panda Express sind Orange Flavored Chicken, Chow Mein und Kung Pao zu nennen.
Am 8. August 2022 wurde auf der Militärbasis in Ramstein (Kaiserslautern/Rheinland-Pfalz) das erste Panda Express Restaurant in Europa eröffnet.